# Johnny Come Home
Johnny Come Home is de debuutsingle van de Britse band Fine Young Cannibals. Het verscheen in 1985 en is afkomstig van hun titelloze debuutalbum.
"Johnny Come Home" gaat over een probleemjongere die van huis wegloopt om het avontuur in de grote stad te zoeken; eenmaal aangekomen wordt hij geconfronteerd met de harde realiteit. Het nummer werd een hit in het Verenigd Koninkrijk, het Nederlandse en Duitse taalgebied. In het Verenigd Koninkrijk haalde het de 8e positie, in de Nederlandse Top 40 de 21e en in de Vlaamse Radio 2 Top 30 de 8e.